# Mesosemia melese
Mesosemia melese är en fjärilsart som beskrevs av William Chapman Hewitson 1860. Mesosemia melese ingår i släktet Mesosemia och familjen Riodinidae. Inga underarter finns listade i Catalogue of Life.

## Bildgalleri

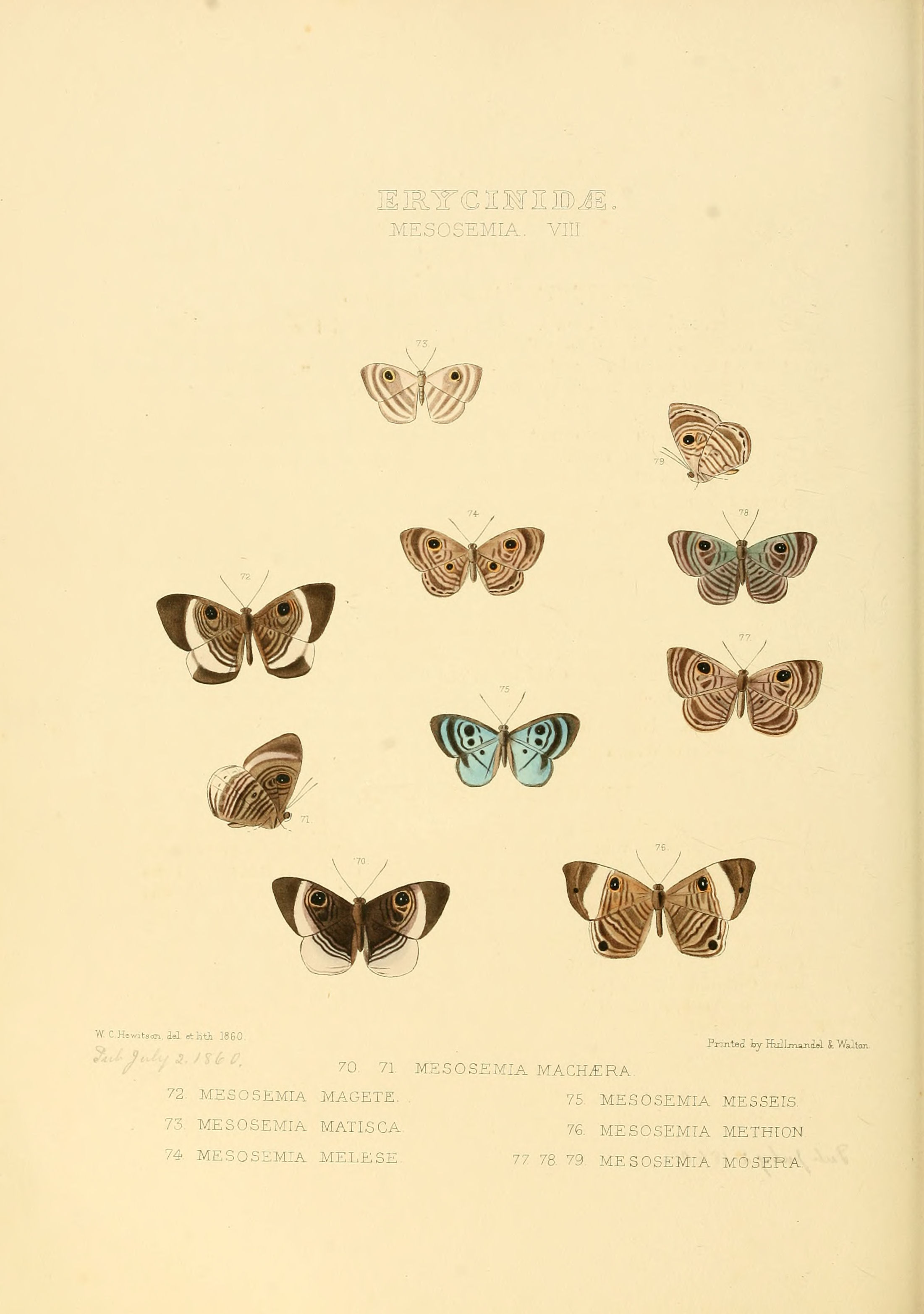